# Norman Gagne
Pour les articles homonymes, voir Gagne.
Norman Curris Gagne, né le 3 janvier 1911 à Montréal, décédé le 28 novembre 1986 dans la même ville, est un sauteur à ski canadien.

## Biographie
Il a participé aux Jeux olympiques d'hiver de 1936, lors desquels il s'est classé 38e sur tremplin normal, après un premier saut de 58 mètres qui lui avait valu la 42e place provisoire.
Son frère Leslie est aussi sauteur à ski.